# Patrick Chan
Patrick Lewis Wai-Kuan Chan (ur. 31 grudnia 1990 w Ottawie) – kanadyjski łyżwiarz figurowy, startujący w konkurencji solistów. Mistrz olimpijski z Pjongczangu (2018, drużynowo), dwukrotny wicemistrz olimpijski z Soczi (2014, indywidualnie i drużynowo), trzykrotny mistrz świata (2011–2013), trzykrotny mistrz czterech kontynentów (2009, 2012, 2016), dwukrotny zwycięzca finału Grand Prix (2011, 2012) oraz dziesięciokrotny mistrz Kanady. Zakończył karierę amatorską 16 kwietnia 2018 r.

## Życie prywatne
Patrick Chan jest jedynym dzieckiem Lewisa i Karen Chan, imigrantów z Hongkongu. Jego ojciec był prawnikiem oraz uprawiał tenis stołowy, golf i podnoszenie ciężarów, zaś do Kanady przeniósł się z rodziną w dzieciństwie. Matka Patricka była zawodową tenisistką stołową i osiągała sukcesy w swojej ojczyźnie, a do Kanady przyjechała będąc młodą dziewczyną. Patrick wychował się w Montrealu do piątego roku życia, a następnie przeprowadził się z rodziną do Toronto. Oprócz łyżwiarstwa figurowego uprawiał różne sporty m.in. taekwondo, tenisa, golfa, wspinaczkę górską. Chan mówi biegle po angielsku, francusku i kantońsku.

## Kariera
Patrick Chan rozpoczął swoją dominację w zawodach krajowych w drugim sezonie swojej seniorskiej kariery. W sezonie 2007/08 rozpoczął swoją serię dziesięciu tytułów mistrza Kanady, z przerwą w sezonie 2014/15, gdy miał rok przerwy po igrzyskach olimpijskich. Jednocześnie w 2007 r. wszedł do czołówki światowych solistów, gdyż zaczął zajmować miejsca na podium zawodów z cyklu Grand Prix. Jego pierwsze złoto na zawodach z tego cyklu zdobył podczas Trophée Eric Bompard. W sezonie 2008/09 został mistrzem czterech kontynentów i wicemistrzem świata ustępując jedynie Amerykanowi Evanowi Lysacekowi. W kolejnym sezonie wywalczył drugi tytuł wicemistrza świata za Japończykiem Daisuke Takahashi. W latach 2010–2012 zdobył dwa tytuły mistrza świata i dwukrotnie zwyciężył w finale Grand Prix. Trzeci tytuł mistrza świata zdobył w 2013 r. w kanadyjskim London.

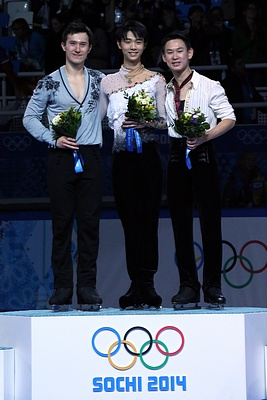
Igrzysk olimpijskie 2014, od lewej Chan, Hanyū, Tien

W 2014 r. po raz drugi wziął udział w Zimowych Igrzyskach Olimpijskich w Soczi. W zawodach drużynowych był ważną postacią reprezentacji Kanady w zdobyciu przez nich srebrnego medalu. Zajął trzecie miejsce w programie krótkim ustępując w klasyfikacji Yuzuru Hanyū i Jewgienijowi Pluszczenko. Indywidualnie w kategorii solistów zdobył swój drugi srebrny medal olimpijski tracąc 4.47 pkt do Japończyka Hanyū.
Po igrzyskach w Soczi, Chan zdecydował się opuścić sezon 2014/15. Wrócił do rywalizacji w sezonie 2015/16 w dobrym stylu, zdobywając ósmy tytuł mistrza Kanady i trzeci tytuł mistrza czterech kontynentów. W cyklu Grand Prix zwyciężył w Skate Canada, a w finale zajął czwarte miejsce. W sezonie 2016/17 zwyciężył w dwóch zawodach GP – Skate Canada i Cup of China, w finale był piąty.
W 2018 r. wziął udział w swoich trzecich Zimowych Igrzyskach Olimpijskich w Pjongczangu. W kategorii solistów był dopiero dziewiąty, lecz osiągnął swój największy sukces w karierze wspólnie z reprezentacją Kanady. Podczas zawodów drużynowych przedstawił zarówno program krótki, gdzie był trzeci, jak i program dowolny, który wygrał. Tytułem mistrza olimpijskiego wraz z drużyną w składzie: Radford, Duhamel, Osmond, Daleman, Virtue i Moir zakończył swoją karierę. Oficjalnie ogłosił to 16 kwietnia 2018 r. pozostając jednym z najbardziej utytułowanych kanadyjskich łyżwiarzy figurowych.

## Osiągnięcia

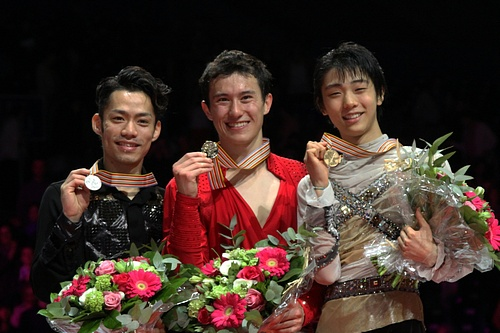
Mistrzostwa świata 2012

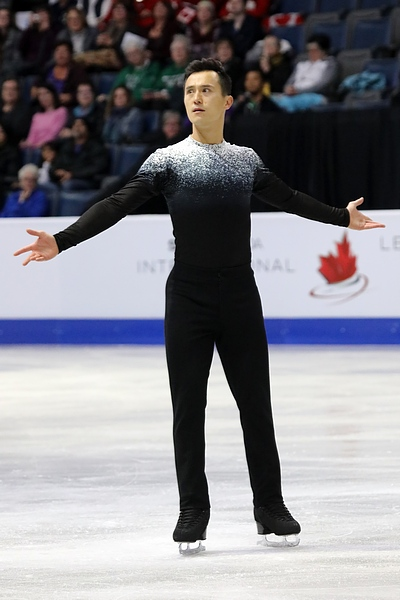
Skate Canada International 2017

| Zawody                                | 03–04          | 04–05          | 05–06          | 06–07          | 07–08          | 08–09          | 09–10          | 10–11          | 11–12          | 12–13          | 13–14          | 14–15          | 15–16          | 16–17          | 17–18          |                |                |
| Międzynarodowe                        | Międzynarodowe | Międzynarodowe | Międzynarodowe | Międzynarodowe | Międzynarodowe | Międzynarodowe | Międzynarodowe | Międzynarodowe | Międzynarodowe | Międzynarodowe | Międzynarodowe | Międzynarodowe | Międzynarodowe | Międzynarodowe | Międzynarodowe | Międzynarodowe | Międzynarodowe |
| ------------------------------------- | -------------- | -------------- | -------------- | -------------- | -------------- | -------------- | -------------- | -------------- | -------------- | -------------- | -------------- | -------------- | -------------- | -------------- | -------------- | -------------- | -------------- |
| Igrzyska olimpijskie                  |                |                |                |                |                |                | 5              |                |                |                | 2              |                |                |                | 9              |                |                |
| Mistrzostwa świata                    |                |                |                |                | 5              | 2              | 2              | 1              | 1              | 1              |                |                | 5              | 5              | WD             |                |                |
| Mistrzostwa czterech kontynentów      |                |                |                |                |                | 1              |                |                | 1              |                |                |                | 1              | 4              |                |                |                |
| GP Finał Grand Prix                   |                |                |                |                | 5              | 5              |                | 1              | 1              | 3              | 2              |                | 4              | 5              |                |                |                |
| GP Cup of China                       |                |                |                |                |                |                |                |                |                |                |                |                |                | 1              |                |                |                |
| GP NHK Trophy                         |                |                |                | 7              |                |                |                |                |                |                |                |                |                |                | WD             |                |                |
| GP Rostelecom Cup                     |                |                |                |                |                |                | WD             | 2              |                | 1              |                |                |                |                |                |                |                |
| GP Skate America                      |                |                |                |                | 3              |                |                |                |                |                |                |                |                |                |                |                |                |
| GP Skate Canada International         |                |                |                |                |                | 1              | 6              | 1              | 1              | 2              | 1              |                | 1              | 1              | 4              |                |                |
| GP Trophée Eric Bompard               |                |                |                | 5              | 1              | 1              |                |                | 1              |                | 1              |                | 5              |                |                |                |                |
| CS Finlandia Trophy                   |                |                |                |                |                |                |                |                |                |                |                |                |                | 2              |                |                |                |
| Międzynarodowe: Kategorie młodzieżowe |                |                |                |                |                |                |                |                |                |                |                |                |                |                |                |                |                |
| Mistrzostwa świata juniorów           |                | 7              | 6              | 2              |                |                |                |                |                |                |                |                |                |                |                |                |                |
| JGP Finał                             |                |                | 5              |                |                |                |                |                |                |                |                |                |                |                |                |                |                |
| JGP w Kanadzie                        |                |                | 1              |                |                |                |                |                |                |                |                |                |                |                |                |                |                |
| JGP na Słowacji                       |                |                | 4              |                |                |                |                |                |                |                |                |                |                |                |                |                |                |
| NACS Waterloo                         |                | 5 J            |                |                |                |                |                |                |                |                |                |                |                |                |                |                |                |
| NACS Thornhill                        | 3 N            |                |                |                |                |                |                |                |                |                |                |                |                |                |                |                |                |
| Krajowe                               |                |                |                |                |                |                |                |                |                |                |                |                |                |                |                |                |                |
| Mistrzostwa Kanady                    | 1 N            | 1 J            | 7              | 5              | 1              | 1              | 1              | 1              | 1              | 1              | 1              |                | 1              | 1              | 1              |                |                |
| Eastern Challenge                     | 2 N            | 4 J            |                |                |                |                |                |                |                |                |                |                |                |                |                |                |                |
| Zawody drużynowe                      |                |                |                |                |                |                |                |                |                |                |                |                |                |                |                |                |                |
| Igrzyska olimpijskie                  |                |                |                |                |                |                |                |                |                |                | 2 T            |                |                |                | 1 T            |                |                |
| World Team Trophy                     |                |                |                |                |                | 2 T 4 P        |                |                | 3 T 2 P        | 2 T 2 P        |                |                |                | 4 T 5 P        |                |                |                |
| Japan Open                            |                |                |                |                |                |                |                |                | 1 T 1 P        | 2 T 6 P        |                | 2 T 1 P        | 2 T 3 P        |                |                |                |                |